# Молинью (стадион)
«Мо́линью» (англ. Molineux Stadium, английское произношение: [ˈmɒlɪnjuː]) — футбольный стадион в Вулвергемптоне, Англия. Является домашним стадионом команды «Вулверхэмптон Уондерерс» с 1889 года. Имеет длинную историю, став первым «новым» стадионом в истории Футбольной лиги. Также стадион стал одним из первых в стране, использующим прожекторы. Принимал первые европейские игры клуба в 1950-х годах.
Во время его многомиллионной реконструкции в начале 1990-х, «Молинью» был одним из самых больших и самых современных стадионов в Англии, хотя с тех пор это было превзойдено многими другими стадионами. Здесь играли национальная и молодёжная сборные Англии, также здесь проходил первый финал Кубка УЕФА 1972 года.
В настоящее время стадион вмещает 31750 зрителей. Рекорд посещаемости составляет 61 315 зрителей. 28 мая 2010 года было объявлено, что к сезону 2014/15 могут восстановить две стороны стадиона, чтобы увеличить количество мест до 36 тысяч. Также есть планы относительно долгосрочной перестройки каждой из трибун, после которой потенциальная вместимость арены может достигнуть 50 000 человек.

## Стадион
Стадион расположен в нескольких сотнях ярдов к северу от центра города Вулвергемптона, в противоположной стороне кольцевой дороги города и является видным зданием из-за его размера в области с преобладающе невысокими зданиями. Он состоит из четырёх трибун:
- трибуна Стива Булла (до 2003 года называлась трибуной Джона Айрленда)
- трибуна сэра Джека Хейворда (бывшая трибуна Джека Харриса)
- трибуна Стэна Каллиса
- трибуна Билли Райта

Сзади трибун Билли Райта и Стэна Каллиса установлены статуи в честь заслуг этих футболистов.
Полная вместимость стадиона составляет приблизительно 28 525 человек. Она была расширена в 2003 году созданием временной трибуны в пространстве юго-западного угла стадиона после их первого успеха в Премьер-лиге. Эти временные места были удалены три года спустя, но были повторно установлены, когда клуб возвратился в элиту английского футбола в 2009 году, занимая опять вместимость в 29 195 человек.
До доклада Тейлора, который потребовал, чтобы британские футбольные стадионы были оборудованы только сидячими местами, стадион мог вмещать больше 60 000 зрителей; рекорд посещения в 61 315 человек был зафиксирован в игре Первого дивизиона Футбольной лиги против «Ливерпуля» 11 февраля 1939 года. В 1940-х и 1950-х годах среднее обслуживание превышало 40 000 человек, в это время клуб переживал пик развития.
«Молинью» принимал международные встречи сборной Англии. Первой игрой стала победа над командой Ирландии 7 марта 1891 года со счётом 6:1. 14 февраля 1903 года Англия вновь разгромила Ирландию, на этот раз со счётом 4:0. Предпоследняя игра для сборной Англии состоялась на этом стадионе 5 декабря 1956 года в ходе отборочного цикла к чемпионату мира 1958 года, Англия разгромила Данию 5:2 (хет-трик Томми Тейлора и дубль Дункана Эдвардса). 14 июня 2022 года, спустя 65 лет, сборная Англии вернулась на «Молинью», и это обернулось провалом. В матче Лиги наций сборная Венгрии сенсационно разгромила англичан под руководством Гарета Саутгейта со счётом 4:0, это поражение стало самым крупным для сборной Англии в домашних матчах с 1928 года.
Стадион также принимал 4 игры молодёжной сборной Англии (в 1996, 2008, 2014 и 2018 годах). 
24 июня 2003 года на «Молинью» прошёл концерт «Бон Джови», которые выступили перед 34 000 человек.

## История

### Происхождение
Имя «Молинью» происходит от Бенджамина Молинью, успешного местного торговца, который, в 1744 году купил землю, на которой он построил дом Молинью (позже преобразованный в отель «Молинью») и на котором будет в конечном счете построен стадион. Состояние было куплено в 1860 году О. Макгрегором, который преобразовал землю в парк удовольствия, открытый для общественности. Территория «Молинью», как она была названа, включала широкий диапазон развлечений, включая каток, езду на велосипеде, плавание на лодке по озеру и площадку для футбола.
Территория была продана Нортхемптонскому пивоваренному заводу в 1889 году, который сдавал его в аренду «Вулверхэмптон Уондерерс», которые ранее играли на Дадли Роуд и испытывали недостаток в постоянном стадионе. После ремонта места 7 сентября 1889 год была проведена первая игра лиги, в которой со счетом 2:0 победили Ноттс Каунти перед толпой из 4000 зрителей.
«Волки» купили безусловное право собственности в 1923 году за 5607 £ и вскоре приступили к строительству главной трибуны со стороны Ватерлоо-Роуд (разработанный Арчибальдом Литчем). В 1932 году клуб также построил новую трибуну на стороне Молинью-Стрит, за этим следовало добавлением крыши к Южному Банку два года спустя. У стадиона, наконец, теперь было четыре трибуны, которые и образовали стадион в том виде, в котором он просуществовал в течение следующей половины столетия.
В 1953 году клуб стал одним из первых, установившим световые прожекторы, что по стоимости составило приблизительно 10 000 £. Самая первая освещенная прожекторами игра проводилась 30 сентября 1953 года, когда «Вулверхэмптон Уондерерс» победил со счётом 3:1 Южную Африку. Добавление прожекторов открыло дверь для «Молинью», чтобы принять серию товарищеских встреч против команд со всех концов земного шара. В то время ещё не было чемпионата Европы и крупнейших европейских турниров, поэтому эти игры были очень престижными, привлекли много болельщиков и интерес. Новый, более хороший набор прожекторов был позже установлен в 1957 году по стоимости 25 000 £.

### Строительство
Трибуна Молинью-Стрит (в настоящее время все места сидячие)не была в состоянии встретить стандарты безопасности 1975 года о спортивных сооружениях. Клуб приступал к строительству новой трибуны позади уже существующих, где земля была освобождена под строительство. У трибуны, разработанного архитекторами Атэрденом и Раттером, была вместимость 9 500 человек. Она была названа трибуной Джона Ирелэнда, в честь бывшего президента клуба и была открыта 25 августа 1979 года матчем Первого дивизиона против «Ливерпуля».
Проект стоил £10 миллионов и стал бы дорогим событием для любого футбольного стадиона, и стоимость его строительства погрузила «волков» глубоко в долг, и они чудом избежали банкротства в 1982 году. К тому времени, когда «волки» скатились в Четвёртый дивизион в 1986 году, трибуна Джона Ирелэнда и Южная терраса Банка были единственными частями земли в использовании, после закрытия северной трибуны Банка и Ватерло-Роуд, которые были очень обветшалыми.
Рискованное финансовое положение клуба означало, что стадион превратился в руины, если не найдётся денег на финансирование для ремонта. Клуб был спасен от банкротства в августе 198 года, когда совет Вулвергемптона купил землю за 1,12 миллионов £, в то время как Gallagher Estates Ltd, в союзе с цепью гипермаркета «Асда», согласилась заплатить неуплаченный долг — предмет в строительство и разрешение на планировочные работы для предоставления места под гипермаркет. Хотя стадион продолжался в использовании, вышедшие из употребления секции никогда не открывались.

### Современный стадион

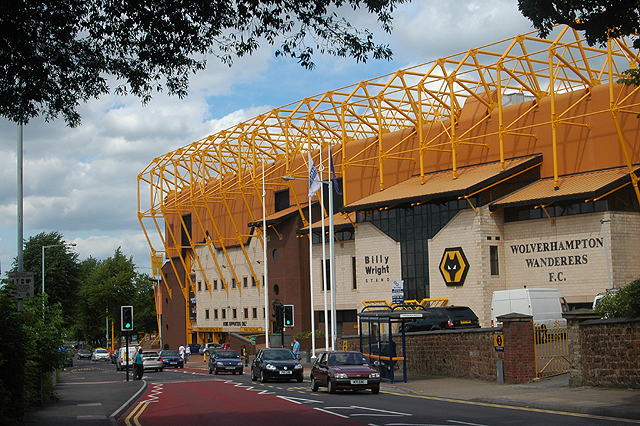
Внешний вид стадиона

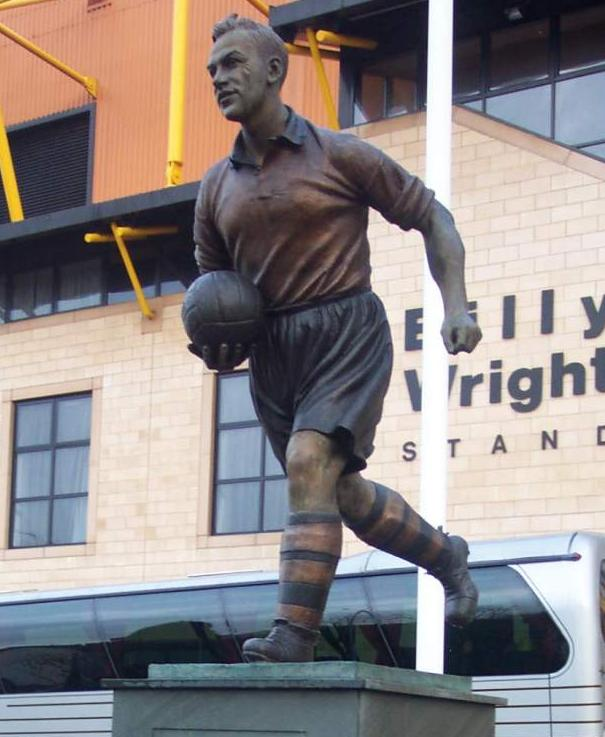
Статуя Билли Райта за трибуной

После того как клуб стал собственностью Джека Хейворда в 1990 году, был положен путь к перестройке, которая была вызвана ужесточением законодательства после доклада Тейлора о том, что стоячие места нужно убрать.
Северная трибуна Банка была уничтожена в октябре 1991 года, и следующим летом новая трибуна Стэна Каллиса была закончена в августе 1992 года, как раз к сезону 1992/93. Затем настало время разрушить трибуну Ватерло-Роуд, она была заменена новой трибуной Билли Райта, открывшейся в августе 1993 года. Заключительная фаза перестройки настала в декабре 1993 года, когда трибуна Джека Харриса была открыт на территории Южной террасы Банка.
Отремонтированный стадион был официально открыт 7 декабря 1993 года в товарищеской встрече с «Гонведом», венгерской командой, которая была разбита в одной из самых известных товарищеских встреч на «Молинью». Стадион со всеми сидячими местами в количестве 28 525 был тогда одним из самых больших стадионов в Англии, хотя это число с тех пор было превышено другими стадионами.
В 2003 году трибуна Джона Айрленда была переименована в трибуну Стива Булла (в честь лучшего бомбардира клуба всех времён), и в то же самое время юго-западный угол стадиона был заполнен 900 временными местами, известными как трибуна Грэма Хьюза, которая до их удаления летом 2006 года, подняла вместимость «Молинью» до 29 396 человек. Это расширение произошло, когда «Вулверхэмптон Уондерерс» вышли в Премьер-лигу, что позволило клубу устанавливать рекордное посещение для перестроенного стадиона 29 396 человек 17 января 2004 года на матче против «Манчестер Юнайтед», проигранному 1:0. Эта трибуна теперь официально назвала трибуной «объединённой веры „волков“» — она была снова добавлена, начиная с возвращения клуба в высший свет английского футбола в 2009 году, поднимая общую вместимость до 29 195 человек.
Рекорд посещаемости стадиона в его текущей конфигурации составляет 31 746 человек, что было достигнуто в матче против "Ливерпуля" 23 января 2020 года в Премьер-лиге.

## Запланированные будущие перестройки
О планах обширной программы перестройки объявили в мае 2010 года — будет увеличена вместимость стадиона.
Первый этап этого процесса, как намечают, начнется летом 2011 года с разрушения трибуны Стэна Каллиса. Она заменится новой двухъярусной трибуной: в нёй будут магазины, музей, кафе, которые будут открыты в течение сезона 2012/13. Трибуна будет простираться вокруг северо-восточного угла (в настоящее время там открытое пространство). Полное заявление на разрешение на планировочные работы для этой стадии было подано в сентябре 2010 года.
Второй этап — восстановление трибуны Стива Булла за два сезона (2012/13 и 2013/14), которая будет полностью закончена в течение сезона 2014/15 (хотя посадочные места будут доступны уже в течение сезона 2013/14). Когда трибуна будет закончена, вместимость стадиона будет уже около 36,000 и новый стэнд будет связан с трибуной Стэна Каллиса.
Третий этап заключается в финансировании строительства нового навеса на трибуне Джека Харриса, который соединит её с новой трибуной Стива Белла. К этому моменту вместимость будет уже около 38,000.
Четвёртый этап — полностью перестроить трибуну Билли Райта — перестройка увеличит вместимость до 50 000. Однако, пока никакие разрешения на планировочные работы на этой фазе рассматриваться не будут, это остается только потенциалом, а не запланированным развитием.

## Интересные факты
- Английским селекционером Дэвидом Остином в честь любимого клуба (по названию домашнего стадиона) назван новый сорт роз — 'Molineux'.